# Lijmvlees
Onder lijmvlees verstaat men de resten vlees, vet en bindweefsel die aan de vleeskant van de huid worden afgeschraapt, voordat deze huid gelooid wordt. Dit kan zowel handmatig als machinaal gebeuren.
Het lijmvlees wordt hetzij gedroogd op een lijmraam, hetzij bewaard in een lijmkuip, waar kalk wordt toegevoegd teneinde bederf tegen te gaan.
In de lijmfabriek wordt het lijmvlees, door langdurig koken of stomen, verwerkt tot huidlijm, die onder meer gebruikt wordt bij het boekbinden, in de papierindustrie, bij de vervaardiging van muziekinstrumenten en meubelen, en in de schoenmakerij.